# Tadeusz Taras
Tadeusz Taras (ur. 27 lipca 1906 w Peczeniżynie, zm. 10 lipca 1987 w Lublinie) – polski prawnik, nauczyciel akademicki Uniwersytetu Marii Curie-Skłodowskiej w Lublinie, specjalista w zakresie prawa karnego.
Studia prawnicze odbywał w latach 1924—1928 na Uniwersytecie Jana Kazimierza we Lwowie, uzyskując w 1928 dyplom magistra praw, a w 1930 stopień naukowy doktora. W latach 1930—1939 pracował w sądownictwie. po wybuchu II wojny brał udział w walkach z Niemcami we Francji w 2 Dywizji Strzelców Pieszych generała Prugar-Ketlinga. W latach 1942—1946 wykładał jako chargé de cours na Uniwersytecie w Genewie. Po powrocie do Polski w 1947 został powołany na stanowisko Prokuratora Okręgowego w Legnicy, gdzie pracował do 1949, wykładając w tym samym czasie na Wydziale Prawa Uniwersytetu we Wrocławiu. W 1949 został przeniesiony do Lublina również na stanowisko Prokuratora Okręgowego; funkcję tę pełnił do 1951. W 1950 podjął pracę w Uniwersytecie Marii Curie-Skłodowskiej, był jednym z organizatorów tworzonego właśnie Wydziału Prawa. W 1952 zorganizował Katedrę Postępowania Karnego i objął
stanowisko jej kierownika, w tym też roku został mianowany zastępcą profesora. Rozwijał działalność dydaktyczną i naukową. W 1956 uzyskał stopień docenta, a w 1964 — nominację na profesora nadzwyczajnego. W latach 1953–1957 i 1964–1972 dziekan Wydziału Prawa i Administracji Uniwersytetu Marii Curie-Skłodowskiej w Lublinie. W 1970 otrzymał tytuł profesora zwyczajnego. Pod jego kierunkiem w 1970 stopień naukowy doktora uzyskał Edward Skrętowicz. W latach 1972–1976 pełnił funkcję dyrektora Instytutu Prawa Karnego UMCS. Jako członek Komisji Kodyfikacyjnej przy Ministrze Sprawiedliwości w latach 1965—1968 brał udział w pracach nad Kodeksem postępowania karnego i Kodeksem karnym, kodyfikacjami obowiązującymi od 1969. Brał udział jako delegat Uniwersytetu w Kongresie Międzynarodowej Komisji Prawników w Wiedniu (1957) i jako delegat Polski w uroczystościach 400-lecia Uniwersytetu w Genewie (1959). Po przejściu na emeryturę (w 1976) nie zerwał kontaktów z Uczelnią i prawie do końca 1986 prowadził seminaria magisterskie z postępowania karnego. Pochowany został 15 lipca 1987 na cmentarzu przy ulicy Lipowej w Lublinie.

## Publikacje
- Socjalistyczne prawo karne w walce ze szpiegostwem (1954)
- O gwarancjach praw oskarżonego w polskim procesie karnym (1956),
- Szwajcarski system penitencjarny (1959),
- O dopuszczalności i legalności podsłuchu telefonicznego (1960)
- Proces karny : część ogólna (współautorzy: Edward Skrętowicz, Romuald Kmiecik, 1971, 1972, 1975)
- Rola prawa w przebudowie ustroju rolnego PRL: materiały sesji naukowej młodych pracowników nauki Wydziału Prawa UMCS (red. nauk., wspólnie z: Wiesław Skrzydło, Józef Mikos, 1956)

## Odznaczenia
- Krzyżem Oficerskim Orderu Polonia Restituta
- Krzyżem Kawalerskim Orderu Polonia Restituta
- Złotym Krzyżem Zasługi,
- Medalem Zwycięstwa i Wolności,
- Tytułem honorowym „Zasłużony dla Lubelszczyzny”